# Nikonos

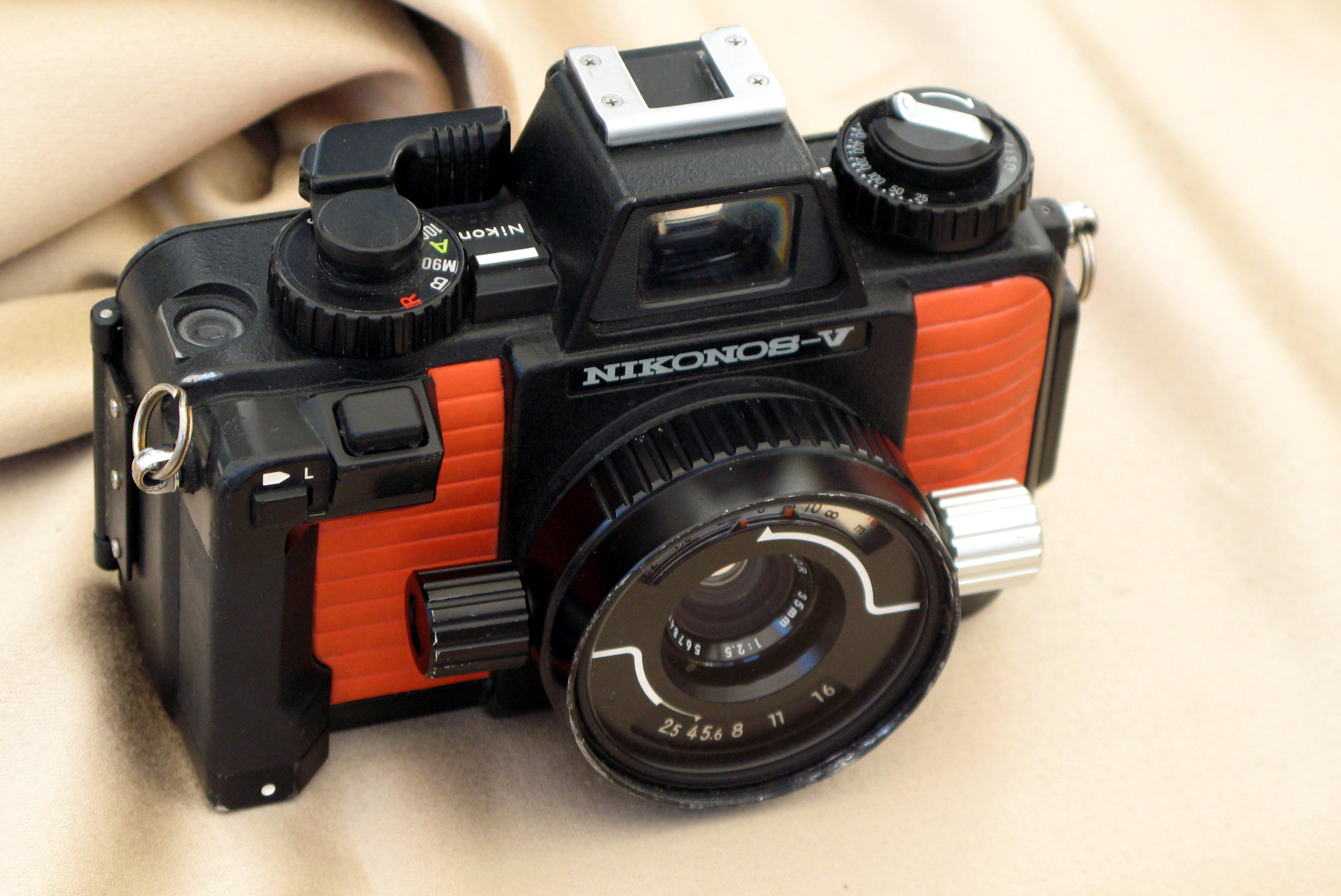
Nikonos V

Nikonos is de naam van een reeks 35mm-film-camera's die de firma Nikon vanaf 1963 uitbracht, speciaal gericht op gebruik in de onderwaterfotografie. De eerste Nikonoscamera's waren gebaseerd op een ontwerp dat de Belg Jean de Wouters in 1960 maakte op instructie van Jacques-Yves Cousteau. Het werd uitgebracht als de "Calypso". Ze werden gemaakt in Frankrijk tot het ontwerp doorverkocht werd aan Nikon en vanaf toen de naam Nikonos kreeg.
De modellen waren heel populair bij zowel professionele als amateuronderwaterfotografen vanwege hun compactheid, goede optische kwaliteit en gebruiksvriendelijkheid.
In 2001 werd de productie beëindigd.

## Basismodellen
De reeks bevat volgende vijf basismodellen.
- Nikonos I (1963)
- Nikonos II (1968)
- Nikonos III (1975)
- Nikonos IV-A (1980)
- Nikonos V (1984)

Elk nieuw model kende verbeteringen van onder meer de lichtmeter, het flitssysteem en de sluiter. Alle varianten hebben een waterdichtheid tot 50 meter door een eenvoudig systeem van O-ringen op de juiste plaatsen. Aangevuld met een reeks watercontactobjectieven die speciaal voor onderwatergebruik ontworpen waren (en dus niet in open lucht werken) kon men verfijnde beelden maken met een goede scherpheid en saturatie.

## Objectieven
De beschikbare objectieven:
- O/W Nikkor 15mm f/2.8 (94 graden)
- O/W Nikkor 20mm f/2.8 (78 graden)
- O/W Nikkor 28mm f/3.5 (59 graden)

Nikon had ook twee "gewone" objectieven, die zowel boven als onder water op de Nikonos gebruikt kunnen worden. Deze W-35mm en W-80mm waren eveneens waterdicht.
Een laatste objectief was alleen voor gebruik boven water. De 28mm LW-28 Nikkor f2.8 was gebouwd om enkel spatwaterdicht te zijn.

## Andere accessoires
- lenskappen waarmee ook andere objectieven op het toestel gemonteerd konden worden.
- een tussenring om met een ander objectief aan macrofotografie te doen. Vooral gebruikt met het 35mm-Nikonos-objectief om 2:1-, 1:1- en 1:2-macrobeelden te maken. Bij uitzondering ook wel 1:3.
- Nikon Close Up Kit, een verwijderbare lenskap om op macro gelijkende beelden te kunnen schieten met 28mm-, 35mm- of 80mm-objectief (1:5 tot 1:3).

De scherpstelling is aan de linkerkant aangebracht, het diafragma aan de rechterkant met een draaiknop. Door de breking lijkt alles dichter en kan men dit compenseren. Maar door de dieptescherpte van de objectieven valt dit niet echt op.

## De "oorlogscamera"
Door de waterdichte behuizingen en objectieven werd dit toestel ook gebruikt in dampende regenwouden en regenachtige dagen tijdens de Vietnamoorlog. De eenheden die deze camera gebruikten, maakten gebruikt van Tri-X, Ektacolor-X of gevoelige Ektachromefilms.

## Nikonos RS
In 1992 bracht Nikon een volledig nieuw concept uit, de Nikonos RS. In tegenstelling tot zijn voorgangers was dit model een volledig amfibische reflex-camera met een eigen set objectieven die ook bij watercontact bruikbaar waren.

### Nikonos RS-objectieven
- R-UW AF Fisheye-Nikkor 13mm f/2.8 (180 graden)
- R-UW AF Zoom-Nikkor 20–35mm f/2.8 (80–51 graden)
- R-UW AF Nikkor 28mm f/2.8 (60 graden)
- R-UW AF Micro-Nikkor 50mm f/2.8 (35 graden)

Met de RS probeerde Nikon aan te tonen dat de onderwaterfotografie nog uitgebreide aandacht genoot, maar door de hoge prijs schaften enkel toegewijde fotografen dit toestel aan. Met dit toestel kwam ook lekkage wat meer voor; men gebruikte vaseline voor de afdichting in plaats van het Nikonos-siliconenvet. Nikon verving in het begin deze toestellen, maar na verloop van tijd was dit niet meer houdbaar. Na vijf jaar werd dit model uit productie genomen.
Tot 2001 werd echter de Nikonos V wel nog gemaakt. Hierna werd door de opkomst van de digitale fotografie niet meer aan een voortzetting van de reeks gedacht.
In het Franse tijdschrift Focus-Numerique zei Mr. Tetsuro Goto, de directeur van onderzoek en ontwikkeling van Nikon: "Persoonlijk denk ik dat de Nikonos in de toekomst zal herboren worden."